# Sextilia

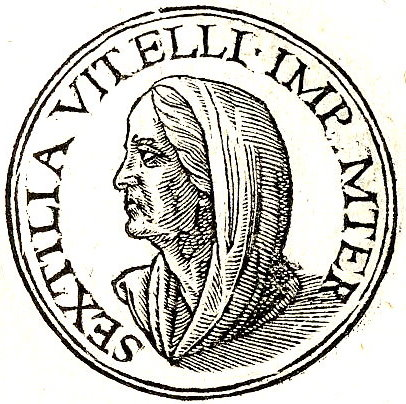
Sextilia

Sextilia (m. 69) fue la madre del emperador romano Aulo Vitelio y del consular Lucio Vitelio. Contrajo matrimonio con el senador Lucio Vitelio, íntimo amigo del emperador Claudio. Su marido quedó al cargo de administrar la capital cuando el emperador partió a Gran Bretaña; fallecería en 52, dejando solos a su esposa y a sus dos hijos. Se dice que el horóscopo del día en que nació Aulo era tan adverso que tanto Sextilia como Lucio trataron de impedir que iniciara una carrera pública.

## Ascenso de Aulo
Sextilia y Galeria Fundana permanecieron en Roma cuando Vitelio partió hacia Germania. Aunque éste se fuera dejando a su esposa en una situación económica muy poco halagüeña, su madre fue capaz de mantener el control sobre su propia riqueza, distanciándose así de la debacle financiera de su hijo. El 2 de enero de 69, tras la muerte de Galba, las tropas de Germania Inferior proclamaron emperador a Vitelio.
Más en respuesta a la flexible disciplina que imponía entre la tropa que a su capacidad como líder, era muy querido entre los ejércitos de la provincia. Sus soldados le confirieron el título de Germánico en recuerdo al comandante homónimo. Se dice que cuando Sextilia se enteró del ascenso al poder de su hijo dijo que «soportaba los excesos de Vitelio, no los de Germánico».

## Muerte
Cuando Otón ascendió al poder, tanto Sextilia como su nuera se encontraban en peligro. Se afirma que Vitelio escribió al hermano de Otón una carta en la que le decía que sería asesinado si alguna de sus mujeres sufría algún daño. En la práctica es probable que Sextilia gozara de contactos en el campamento del rival de su hijo.
Tras la derrota de Otón en la primera batalla de Bedriacum, el nuevo emperador acudió al encuentro de su madre y la declaró Augusta. Vitelio invirtió enormes cantidades de dinero en comida, bebida y entretenimiento. Cuando Vespasiano se rebeló en las provincias orientales, la mayoría de las tropas desertaron del bando de Vitelio. El historiador Suetonio afirma que su hijo la dejó morir de hambre con el fin de cumplir una predicción formulada por una mujer de la tribu de los chatti; dicho augurio le garantizaba un largo y próspero reinado si sobrevivía a la anciana.